# 남부숲박쥐
남부숲박쥐(Vespadelus regulus)는 애기박쥐과에 속하는 박쥐의 일종이다. 오스트레일리아에서만 발견된다.

## 특징
오스트레일리아 남부 지역의 토착종으로 나무 구멍 속 둥지에 매달려 생활하고, 건물에서 발견되기도 한다. 습윤, 건조 경엽수림과 저지대 관목 삼림 지대에서 발견된다. 적당히 틈새가 있는 많은 수의 나무가 있는 중간 쇠퇴 단계의 크고 잘 발달한 나무 속에서 매달려 생활하는 것을 크게 선호한다. 상체는 불그스레한 갈색을 띠고 하체는 회색이다. 아주 짧은 주둥이와 큰 귀 그리고 편평한 두개골, 삼각형 모양의 머리를 갖고 있다.